# الإحصائي الأميركي
الإحصائي الأمريكي (بالإنجليزية: The American Statistician)‏، هي مجلة أمريكية تنشر فصلياً (إي بعد كل ثلاث شهور) تأسست في عام 1947 بواسطة الجمعية الإحصائية الأمريكية American Statistical) Association).

## وصلات خارجية
- الموقع الرسمي